# Battus belus
Espèce
Battus belus ou Machaon de Belus est une espèce de lépidoptères (papillons) de la famille des Papilionidae, de la sous-famille des Papilioninae et du genre Battus.

## Dénomination
Battus belus a été décrit par Pieter Cramer en 1777 sous le nom de Papilio belus.

### Noms vernaculaires
Battus belus se nomme Belus Swallowtail en anglais.

### Sous-espèces
- Battus belus belus; présent au Surinam et en Guyane.
- Battus belus aureochloris Brown, 1994; présent au Brésil.
- Battus belus belemus (Bates, 1864); présent au Brésil.
- Battus belus cochabamba (Weeks, 1901); présent en Bolivie et au Pérou.
- Battus belus varus (Kollar, 1850); présent au Guatemala, au Venezuela, en Colombie, au Brésil et au Pérou[1].

## Description
Battus belus est un grand papillon d'une envergure de 80 mm à 100 mm sans queue. Le dessus est noir largement suffusé de vert ou de bleu vert, avec une ornementation de taches blanches variable. Le revers est marron nacré avec aux postérieures une ligne submarginale de petits points blancs et de gros chevrons rouges.

### Chenille et chrysalide
Les chenilles sont marron marquées de noir.

## Biologie

### Plantes hôtes
Les plantes hôtes de sa chenille sont des Aristoloches.

## Écologie et distribution
Il est présent dans le nord de l'Amérique du Sud, au Surinam, en Guyane, au Guatemala, au Venezuela, en Colombie, en Bolivie, au Brésil et au Pérou.

### Biotope
Il réside dans la forêt humide d'Amérique du Sud.

### Protection
Pas de statut de protection particulier.